# Referenzbedingung
Eine Referenzbedingung ist eine Rahmenbedingung, die zu einer Untersuchung vorgeschrieben oder vereinbart und konstant zu halten ist. Sie dient in vielen Bereichen der Wissenschaft der Vergleichbarkeit von Ergebnissen unterschiedlicher Untersuchungen.
Insbesondere hat der Begriff Bedeutung in der Messtechnik. Dort ist eine Referenzbedingung eine Vorgabe für eine Betriebsbedingung eines Messgerätes bei einer Qualitätsprüfung. Für möglichst einheitliche Referenzbedingungen sind diese teilweise Gegenstand der Normung.

## Messtechnische Anwendung
Ziel einer Messung ist die Erlangung einer Anzeige oder anderen quantitativen Aussage über eine Messgröße, also über diejenige physikalische Größe, der die Messung gilt. Sehr häufig reagiert das Messgerät aber mit einer Änderung seiner Anzeige nicht nur auf eine Änderung seiner Messgröße, sondern auch auf Änderungen weiterer Größen. Eine Größe, die den Messwert beeinflusst, aber nicht Gegenstand der Messung ist, wird als Einflussgröße bezeichnet. Der Einfluss ist immer dann ohne Belang, wenn ein Messgerät unter denselben Bedingungen betrieben wird wie bei seiner Justierung oder Prüfung. Eine dabei einzuhaltende Referenzbedingung ist somit eine Vorgabe für eine auf das Messgerät einwirkende physikalische Größe, der die Messung gar nicht gilt, z. B. für die Temperatur eines Druckmessgerätes.
Um eine möglichst kleine Messabweichung zu bekommen, soll ein Messgerät bei Referenzbedingungen betrieben werden. Die dann noch verbleibende Messabweichung wird als Eigenabweichung bezeichnet. Soweit ein Hersteller für die Eigenabweichung seines Messgerät eine Grenzabweichung garantiert, gilt sie nur bei Einhaltung aller Referenzbedingungen und nur innerhalb des Messbereichs.

## Angaben
Eine Referenzbedingung einer physikalischen Größe kann angegeben werden
- als Referenzwert, z. B. 23 °C (mit zulässigen Abweichungen, z. B. ± 2 °C) oder
- als Referenzbereich, z. B. 45 … 65 Hz.

Zusätzlich wird teilweise noch eine Grenzabweichung für den Einflusseffekt der jeweiligen Einflussgröße angegeben, soweit sich diese nicht auf Referenzbedingung, aber in einem anzugebenden Nenngebrauchsbereich befindet. Für direkt wirkende anzeigende elektrische Messgeräte mit Skalenanzeige gibt es eine umfangreiche Normung in EN 60051.